# Menace
Menace è un videogioco sparatutto a scorrimento orizzontale sviluppato da DMA Design e pubblicato da Psygnosis. È stato in origine pubblicato per Amiga nel 1988, e ne è stato eseguito il porting per Atari ST, Commodore 64 ed MS-DOS nel 1989. Il gioco è ambientato sul pianeta Draconia, dove il giocatore ha il compito di distruggere i meccanismi di difesa del pianeta allo scopo di uccidere le pericolose creature che lo infestano.
Il gioco è stato progettato da David Jones, ed è stato il primo gioco sviluppato dalla sua società DMA Design. Dopo averne iniziato lo sviluppo nella sua camera da letto a casa dei suoi genitori, Jones iniziò a cercare uno studio di sviluppo ufficiale e un editore quando il gioco stava per essere concluso. Alla fine stabilì un accordo di pubblicazione con Psygnosis, che pubblicò per la prima volta il gioco nel 1988 ricevendo recensioni positive; sono stati elogiati la grafica, il suono e il gameplay del gioco, mentre le critiche sono state dirette ai suoi porting verso i computer con hardware inferiore. Il gioco ebbe successo commerciale, vendendo oltre 20 000 copie.

## Trama
La storia ha luogo in una galassia aliena, in cui un gruppo di dittatori planetari sono banditi dai loro pianeti natali per i loro crimini e si alleano per organizzare la loro vendetta. Usando le loro forze combinate e la loro intelligenza, i dittatori costruiscono Draconia, un pianeta artificiale progettato per crescere e generare creature violente e macchine che obbediscono al loro comando. Draconia e i suoi creatori vengono scoperti, e scopo del giocatore è di fermare i piani dei dittatori distruggendo i sei meccanismi di difesa viventi del pianeta, per distruggere infine Draconia stesso.

## Modalità di gioco
Menace è uno sparatutto a scorrimento orizzontale con grafica 2D. Il giocatore controlla una potente navicella da combattimento aliena, muovendosi attraverso sei livelli sul pianeta Draconia per avanzare nel gioco. Il giocatore può usare le armi della nave, come laser e cannoni, per attaccare i nemici man mano che avanza, e arrivare a sconfiggere il boss di ogni livello, ovvero un guardiano di Draconia. I sei boss agiscono come meccanismi di difesa viventi di Draconia: il pianeta è stato creato per ospitare creature raccapriccianti e pericolose, delle quali sono presenti oltre sessanta tipi, che partecipano ad attività illegali. Nei livelli il giocatore recupera detriti spaziali che possono essere convertiti in potenziamenti per la nave: i detriti appaiono come power-up e garantiscono al giocatore armi e potenziamenti aggiuntivi, come laser, cannoni, e miglioramenti alla nave e alla potenza delle armi. La nave ha inoltre uno scudo, che fornisce protezione temporanea dai nemici; il contatto con nemici e ostacoli riduce gli scudi, aumentando la vulnerabilità del giocatore alla morte.
I livelli del gioco sono sei:
1. Mare di Karnaugh
2. Zona di guerra Vanguard
3. Fossa della carneficina
4. Tropici di Mace
5. Rovine di Kruger
6. Altopiano di Draconia

## Sviluppo

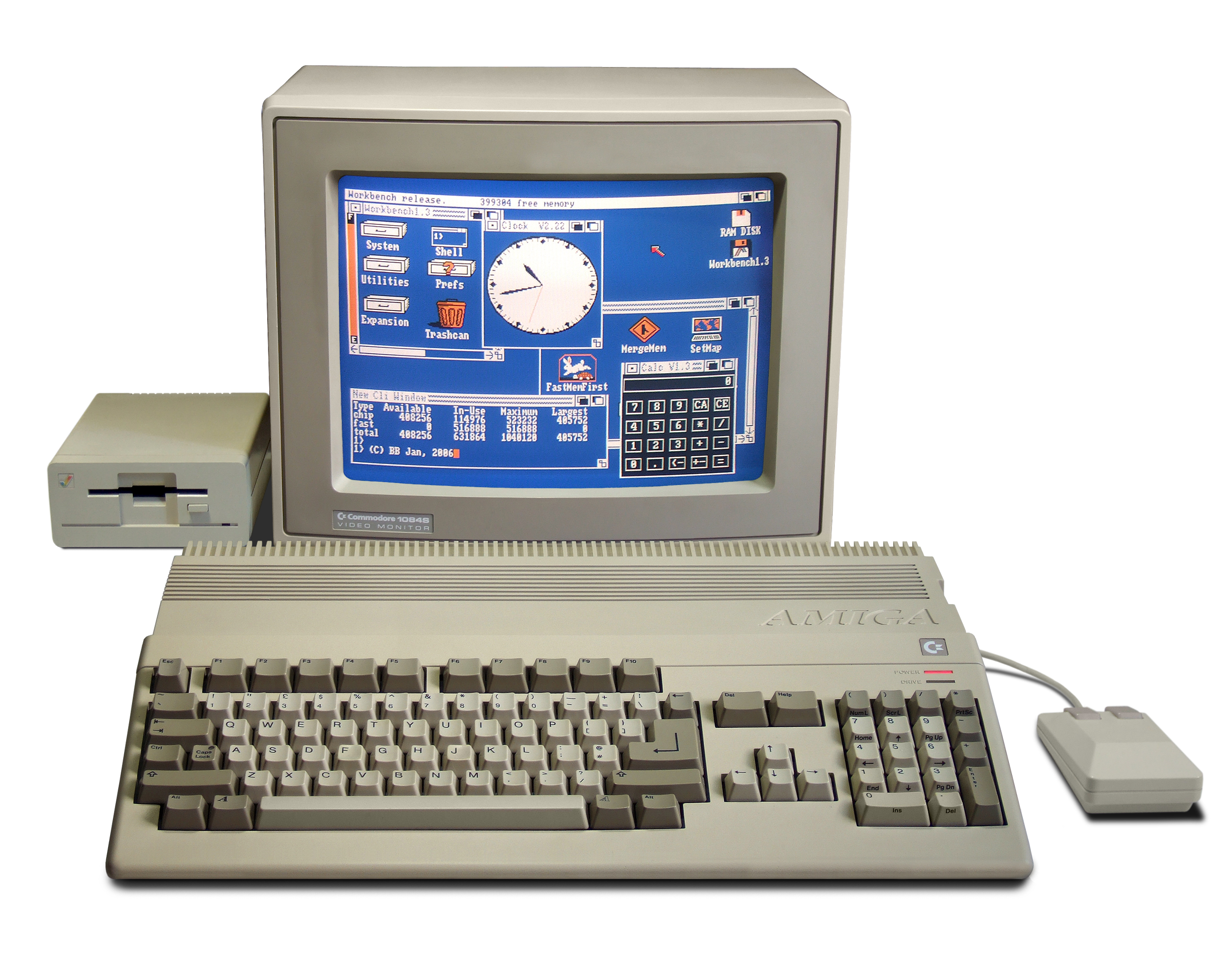
Il computer Amiga 500, piattaforma madre del gioco.

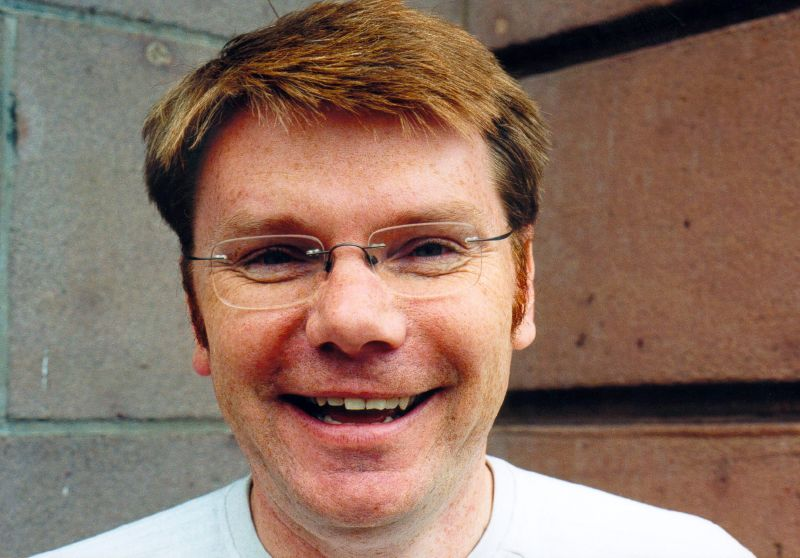
David Jones, primo sviluppatore del gioco.

DMA Design è stata fondata nel 1987 da David Jones, Russell Kay, Steve Hammond e Mike Dailly, a Dundee, in Scozia. Lavorando inizialmente con il nome di Acme Software, hanno iniziato a sviluppare videogiochi per Commodore 64 e Amiga. Jones, che all'epoca frequentava il Dundee Institute of Technology, iniziò a sviluppare Menace con il titolo provvisorio CopperCon1, nella sua camera da letto a casa dei suoi genitori. Per pubblicare il gioco nel 1988, Jones si rivolse per la prima volta alla Hewson Consultants, dove Andrew Braybrook provò il gioco e lo consigliò ad Andrew Hewson. Quando Jones fu informato che Hewson voleva che il gioco fosse "la versione Amiga di Zynaps", si rese conto che le vendite sarebbero state limitate e si rifiutò di firmare il contratto; nonostante ciò, Hewson aveva già promosso il gioco su Popular Computing Weekly, prima che l'accordo fosse ufficialmente abbandonato. Dopo aver firmato un accordo di pubblicazione con Psygnosis, la Acme Software fu ribattezzata DMA Design.
Tony Smith lavorò su alcuni sfondi e sulla grafica, mentre Jones disegnò i livelli. Jones decise che Menace sarebbe stato un gioco a scorrimento laterale dopo aver giocato a giochi arcade come Nemesis (1985) ed R-Type (1987). La Psygnosis non riuscì ad definire il design della navicella controllata dal giocatore; di conseguenza, Smith spesso riprogettò la nave introducendo molte variazioni. Il team riscontrò difficoltà nel trasferire il gioco su Atari ST, a causa delle limitazioni dell'hardware nell'esecuzione dello scorrimento laterale fluido. Tuttavia Brian "Biscuit" Watson, che la squadra incontrò in un club di computer nel 1984, scoprì una tecnica per superare questa difficoltà. Altre limitazioni includevano il minor numero di colori disponibili con l'hardware; Smith quindi adattò i suoi progetti di conseguenza. Dopo aver completato il suo gioco, Kay fu assegnato al porting di Menace per PC. Durante lo sviluppo, gli effetti sonori furono temporaneamente sostituiti con quelli di Salamander (1986); Jones registrò gli effetti sonori del gioco, mentre Hammond e Dailly li riproducevano. Prima di ciò, gli effetti sonori temporanei consistevano in rumori creati da Jones. Gli effetti sonori finali del gioco furono progettati dal musicista David Whittaker. La copertina fu disegnata da Ian Craig.
Alla fine dello sviluppo, il gioco era noto come Draconia, prima di essere ribattezzato Menace poco prima della pubblicazione, scoprendo che un altro gioco aveva lo stesso titolo. Fu pubblicato nel 1988 per Amiga e nel 1989 per Atari ST, Commodore 64 ed MS-DOS. Il gioco generò un notevole guadagno in denaro per DMA Design, consentendo alla società di sviluppare ulteriori giochi.

## Accoglienza
| Testata           | Versione     | Giudizio |
| ----------------- | ------------ | -------- |
| CVG               | Atari ST     | 73%      |
| ACE               | Amiga        | 678/1000 |
| ACE               | MS-DOS       | 625/1000 |
| The Games Machine | Amiga        | 78%      |
| The Games Machine | MS-DOS       | 78%      |
| The Games Machine | Atari ST     | 75%      |
| ST/Amiga Format   | Amiga        | 90%      |
| Zzap!64           | Commodore 64 | 49%      |

Menace ha venduto 20 000 copie, generando un ricavo di circa 20.000 sterline.
Il gioco ha ricevuto recensioni per lo più positive dalla critica al momento della pubblicazione, in particolare per il suo gameplay, il design grafico e il comparto sonoro. Le critiche erano anche dirette ai porting del gioco, e alle limitazioni incontrate con i relativi hardware meno performanti. Jason Holborn di ST/Amiga Format ha scritto che il gioco "fornisce alcune delle migliori esperienze di azione arcade" in un gioco per Amiga.
Holborn di ST/Amiga Format ha definito il gameplay "eccezionale" e "avvincente", affermando che i giocatori rimarranno "coinvolti per ore e ore". Ciaran Brennan di Computer and Video Games ha elogiato la sua rigiocabilità, scrivendo che ha "abbastanza profondità per farla durare". Al contrario, Kati Hamza di Zzap!64 ha scritto che il gameplay è "piuttosto scarso", non gradendo il design del ritmo e dei livelli, e Maff Evans nella stessa recensione lo ha definito "noioso e poco gratificante", sottolineando la mancanza di entusiasmo e ricompensa. The Games Machine ha condannato lo "scorrimento a scatti" nella versione per MS-DOS, mentre Rod Lawton di ACE ha definito il gameplay della versione per Amiga "ostinatamente a 8 bit".
La grafica del gioco ha ricevuto reazioni positive. Lawton di ACE l'ha definita "attraente", e Holborn di ST/Amiga Format l'ha chiamata "visceralmente meravigliosa", definendo Menace "uno dei giochi che meglio si presenta". Mentre Hamza di Zzap!64 ha ritenuto che la versione per Amiga fosse "benedetta con una bella grafica", ha scritto che la versione per Commodore 64 ha "una presentazione sorprendentemente debole"; allo stesso modo, Evans ha definito la grafica "mal realizzata". The Games Machine fu delusa dalla grafica, in particolare identificando le limitate capacità di colore della versione per Atari ST.
I recensori hanno elogiato l'uso del sonoro da parte del gioco. Holborn di ST/Amiga Format ha lodato il fatto che la colonna sonora fosse appropriata al gameplay, definendola "geniale" e descrivendo quanto le voci campionate e gli effetti sonori migliorassero le sensazioni provate durante il gioco. The Games Machine ha paragonato favorevolmente la colonna sonora a quella di Xenon (1988); tuttavia, ha fatto notare quanto i suoni nella versione per Atari ST siano "meno chiari", e definito "patetici" gli effetti sonori della versione per MS-DOS. Zzap!64 ha definito la colonna sonora "nella media", e ha scritto che i "patetici effetti [sonori] aggiungono poca atmosfera".